# Jambi
Jambi là một tỉnh của Indonesia ở miền trung phía Đông đảo Sumatra. Jambi được chia thành 9 huyện và thành phố Jambi tỉnh lỵ. Từ thế kỷ 11 đến trước thế kỷ 14, nơi là Jambi ngày nay từng là kinh đô của vương quốc Srivijaya phồn vinh.